# Castell de Miramar (Figuerola del Camp)
El castell de Miramar, avui desaparegut, fou un castell de Miramar, nucli de població de Figuerola del Camp, a l'Alt Camp, situat al vessant est de la Serra de Miramar

## Història
Les mencions més antigues del castell de Miramar són del segle xii. Aquesta fortalesa, juntament amb els castells de Prenafeta i Figuerola del Camp, amb els quals formava una sola jurisdicció, apareix com a pertanyent als Puigverd. L'any 1157, Pere de Puigverd reclamà els drets que ell posseïa en aquest territori al comte de Barcelona Ramon Berenguer IV, adduint que els seus antecessors havien colonitzat aquesta demarcació. Els seus drets foren reconeguts, ja que el 1198 Pere, Berenguer i Guillem de Puigverd, fills de Pere de Puigverd, atorgaren una carta de franquesa als habitants del terme dels castells de Figuerola, Prenafeta i Miramar. D'una manera excepcional, entre altres cartes de poblament catalanes, tots els habitants del lloc són considerats prohoms, exonerats dels mals usos d'intestia, eixorquia i cugucia en canvi de tres jornals, un de llaurar, un de batre i l'altre de carretatge.
El 1271, el castell de Miramar, juntament amb Prenafeta i Figuerola del Camp, passà al monestir de Poblet per donació que li'n feu Berenguer de Puigverd; donació que fou confirmada en el seu testament datat l'any 1297. Tanmateix, aquest testament fou protestat per Guillem de Verdú, descendent de l'esmentat Berenguer de Puigverd, protesta que es resolgué finalment el 1338 en dictar-se una sentència arbitral a favor del monestir de Santa Maria de Poblet. Alguns anys més tard, el 1367, el rei Pere III va concedir la plena jurisdicció sobre aquest castell al monestir de Poblet, i al llarg del segle xv l'esmentat cenobi va adquirir el mer i mixt imperi del rei.

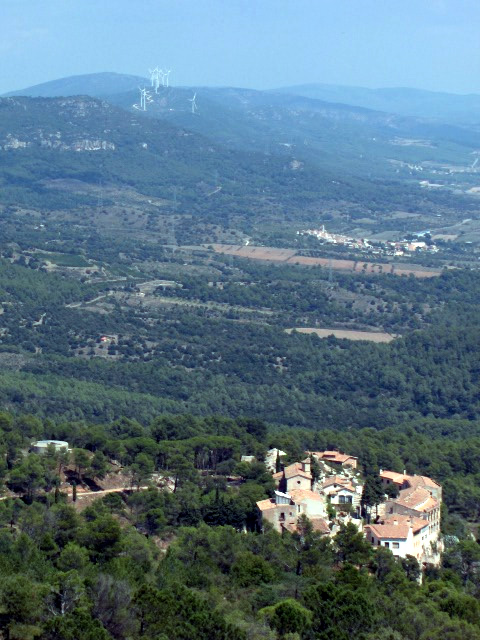
A primer terme l'agregat de Miramar (2014)

.

## Arquitectura
Del castell, que va ser el centre de l'origen del poble, sols en resta, com a únic vestigi, la roca que suporta l'esglesiola que fa una represa a l'altra banda del cementiri abandonat. Amb tot cal tenir en compte que tots els edificis del poble constituïen la defensa de la vila amb les seves façanes posteriors cap a l'exterior, els murs fent de muralla i els portals oberts dins el poblat.